# من یک خواب دیدم
«من یک خواب دیدم» (به انگلیسی: I Dreamed a Dream) ترانه‌ای از تئاتر موزیکال سال ۱۹۸۰ بینوایان است. این ترانه توسط شخصیت فنتین که توسط خواننده-ترانه‌سرای فرانسوی رز لورن ایفا شده‌است، در اولین پرده تئاتر موزیکال خوانده شده‌است.